# Viktor Dankl
Viktor hrabě Dankl von Kraśnik (německy Viktor Julius Ignaz Ferdinand Graf Dankl von Kraśnik) (18. září 1854 Udine – 8. ledna 1941 Innsbruck) byl rakousko-uherský generál, jeden z vrchních velitelů c. k. armády za první světové války. Ve vojsku sloužil od roku 1873 a vystřídal řadu posádek v celé monarchii, byl také důstojníkem generálního štábu. V roce 1914 byl jmenován velitelem I. armády na východní frontě a vybojoval vítěznou bitvu u Krašniku. V letech 1915–1916 byl velitelem c. k. zeměbrany v Tyrolsku. V roce 1916 byl povýšen do hodnosti generálplukovníka a převzal velení 11. armády v Itálii. Po kritice ze strany vrchního velení rezignoval a do konce války zastával čestou ceremoniální funkci plukovníka císařských gard. V roce 1917 byl jmenován členem Panské sněmovny a v roce 1918 získal titul hraběe. 

## Životopis

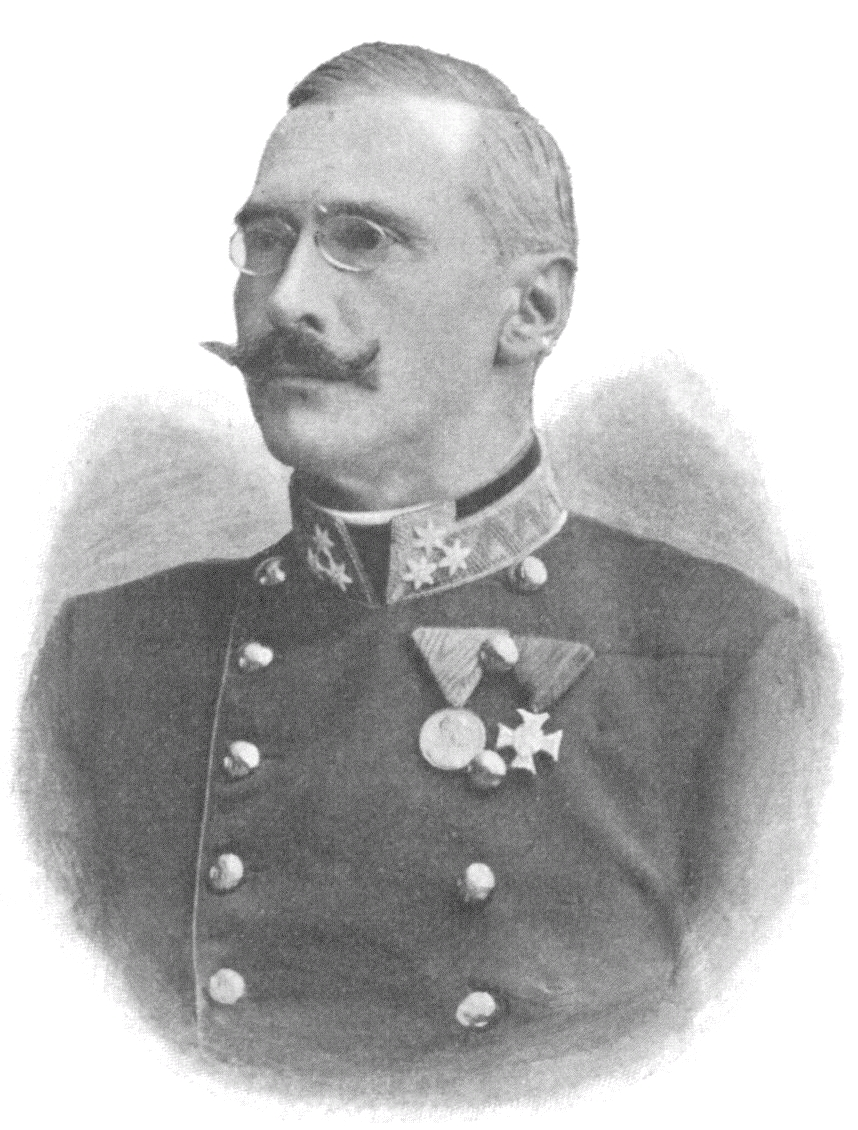
Viktor Dankl jako plukovník (1900)

Narodil se do rodiny důstojníka c.k. hejtmana Ignaze Dankla a jeho manželky Amálie, rozené Pozzi. Roku 1865 se rodina po odchodu otce z armády odstěhovala do Görzu a později do Terstu. V obou městech studoval německé gymnázium. První vojenskou průpravu získal na kadetní škole v Sankt Pölten a v roce 1870 přešel na Tereziánskou vojenskou akademii ve Vídeňském Novém Městě. Do armády vstoupil v roce 1873 jako poručík a byl převelen k dragounům. V letech 1877–1879 studoval na Válečné škole (K.u.k. Kriegschule) ve Vídni a od 1. prosince 1880 byl přidělen k 8. brigádě jezdectva do Prahy jako štábní důstojník. Roku 1883 byl odvelen k hlavnímu štábu 32. pěší divize v Budapešti. Roku 1896 byl jmenován vedoucím štábu 13. armádního sboru v Záhřebu. Roku 1899 byl jmenován vedoucím centrální kanceláře generálního štábu ve Vídni. Po povýšení na generálmajora 16. května 1903 převzal velení nad 66. pěší brigádou v Komárně. Roku 1905 mu bylo svěřeno velení nad 16. pěší brigádou v Tridentu. S povýšením do hodnosti polního podmaršála v roce 1907 se stal velitelem 36. pěší divize v Záhřebu. Před začátkem 1. světové války dosáhl vrcholu kariéry převzetím velení 14. armádního sboru v Innsbrucku. Zodpovídal za ochranu severního, jižního a welschského Tyrolska.

### První světová válka

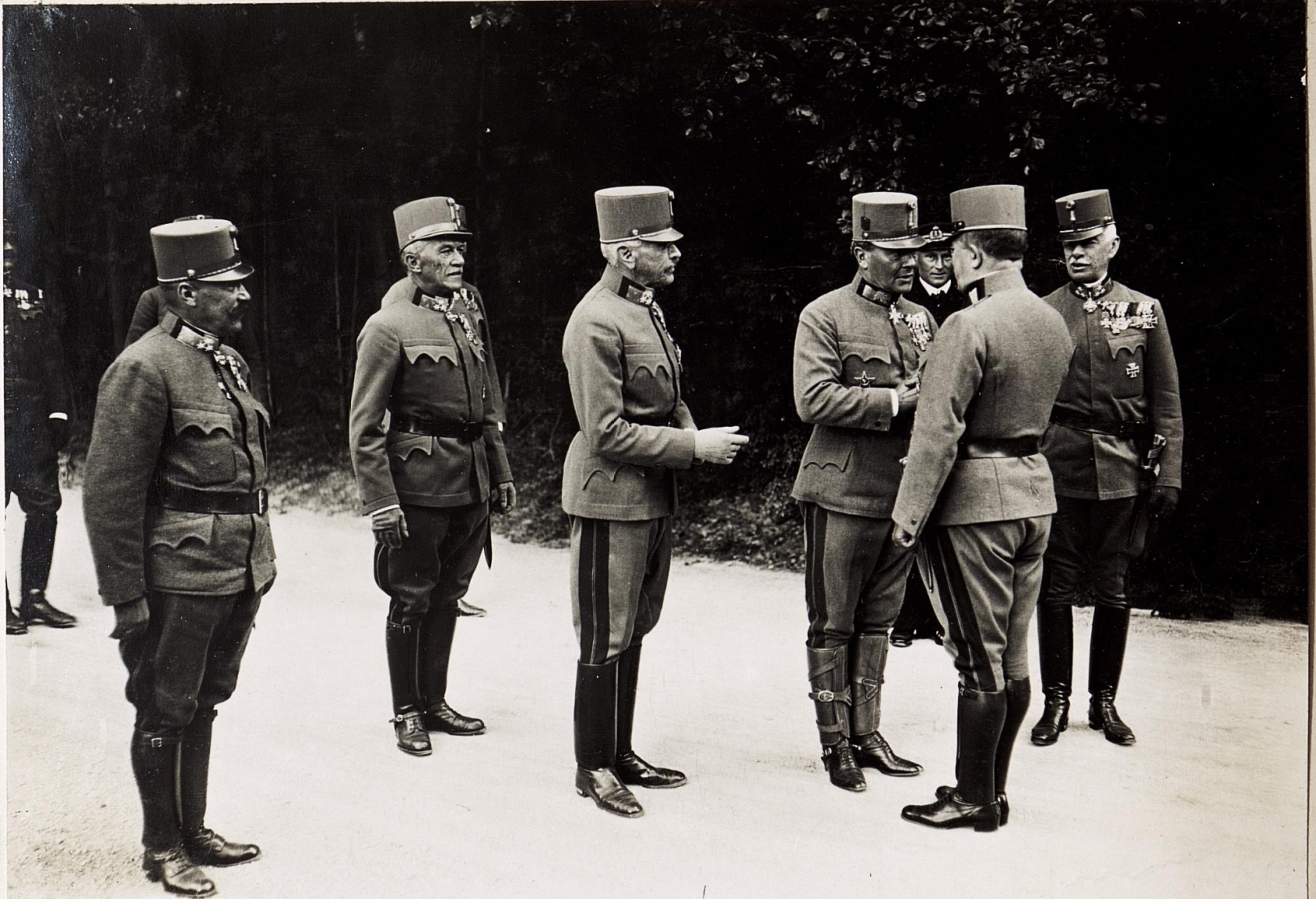
Císař Karel I. při promoci nositelů Řádu Marie Terezie ve vile Wartholz (1917, Viktor Dankl třetí zleva)

V roce 1912 byl povýšen na generála jezdectva a na začátku první světové války se stal vrchním velitelem I. armády na východní frontě. Jeho armádní uskupení se skládalo 1., 5. a 10. armádního sboru. V roce 1914 získal pro Rakousko-Uhersko první vítězství nad Rusy v bitvě u Krašniku. Se svými jednotkami postoupil od 23. až 25. srpna 1914 k Lublinu.
V květnu 1915 byl převelen na italskou frontu a převzal velení nad obranou Tyrol. S nedostatečnými silami se mu podařilo zastavit italské útoky do té doby, než dorazily posily z ruské fronty. V březnu 1916 převzal velení nad jarní ofenzivou v Trentinu. Po povýšení na generálplukovníka 1. května 1916 vedl útoky 11. armády jižně od Rovereta a Zugna Torta a dobyl skoro celé Vallarsa, Col Santo masív až po Monte Pasubio a Val Posino jižně od Arsiero.
Přes dílčí úspěchy byl kritizován za příliš pomalý postup ze strany svého nadřízeného arcivévody Evžena a náčelníka generálního štábu Franze Conrada. Kvůli této kritice a i ze zdravotních důvodů ještě v létě 1916 rezignoval na svůj post. Velení 11. armády převzal Franz Rohr von Denta. Dankl odešel do Vídně, kde do konce války zastával ceremoniální čestnou hodnost plukovníka císařských gard. V armádě byl formálně odeslán do penze k datu 1. prosince 1918.

## Tituly a ocenění
Jako velitel armádního sboru obdržel titul c. k. tajného rady s nárokem na oslovení Excelence (1912). V roce 1917 byl povýšen do stavu svobodných pánů a téhož roku se stal doživotním členem rakouské Panské sněmovny. V roce 1918 obdržel k baronskému titulu predikát von Krasnik odvozený od jeho slavného úspěchu v roce 1914., Nakonec byl těsně před zánikem monarchie povýšen do hraběcího stavu. K udělení hraběcího titulu došlo v listopadu 1918 pouze osobním dopisem císaře Karla I. a k formalitám spojeným s vydáním příslušného diplomu již nedošlo vzhledem k rozpadu monarchie. Po odchodu z fronty byl jmenován plukovníkem císařských gard (1917–1918) a v letech 1925–1938 byl kancléřem Řádu Marie Terezie. Získal také čestný doktorát na univerzitě v Innsbrucku. Během své vojenské kariéry obdržel řadu vyznamenání v Rakousku-Uhersku a za první světové války i od panovníků spojeneckých mocností.
Rakousko-Uhersko
- Jubilejní pamětní medaile (1898)
- Vojenský záslužný kříž III. třídy (1899)
- Řád železné koruny III. třídy (1903)
- Vojenský jubilejní kříž (1908)
- rytíř Leopoldova řádu (1909)
- velkokříž Leopoldova řádu s válečnou dekorací (1914)
- Vyznamenání za zásluhy o Červený kříž s válečnou dekorací (1915)
- Vojenský záslužný kříž I. s válečnou dekorací (1915)
- komandér Řádu Marie Terezie (1917)[15]

Zahraniční vyznamenání 
- pruský Řád koruny III. třídy (Německo, 1889)
- Řád červené orlice III. třídy (Německo, 1891)
- Řád Takova II. třídy (Srbsko, 1898)
- komandér Řádu rumunské hvězdy (Rumunsko, 1901)
- Řád vycházejícího slunce III. třídy (Japonsko, 1904)
- Železný kříž I. a II. stupně (Německo, 1914)
- Řád svatého Alexandra (Bulharsko, 1918)
- Řád Osmanie I. třídy (Turecko, 1918)
- velkokříž Řádu červené orlice (Německo, 1918)